# Yvonne Mokgoro

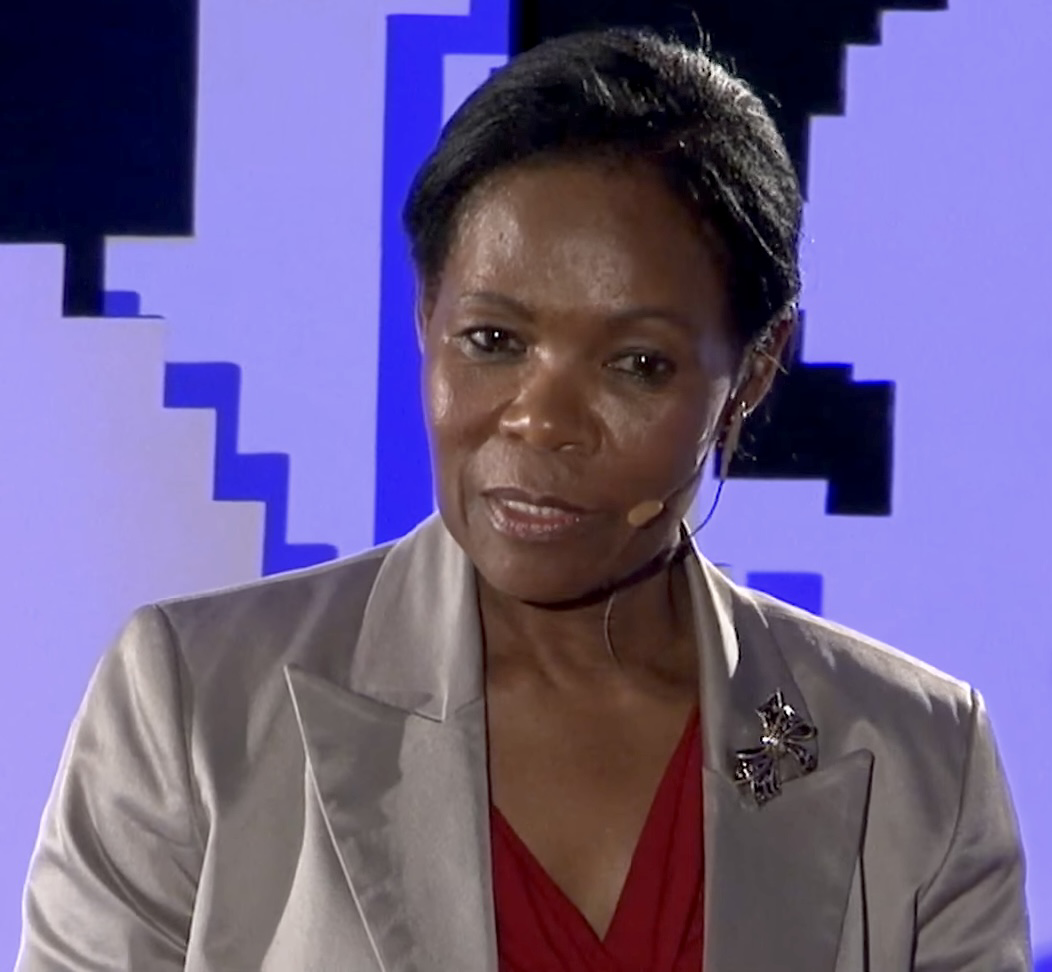
Yvonne Mokgoro, 2012

Yvonne Mokgoro (* 19. Oktober 1950 in Galeshewe bei Kimberley; † 9. Mai 2024 in Johannesburg) war eine südafrikanische Juristin. Sie war zwischen 1994 und 2009 Richterin am Verfassungsgericht der Republik Südafrika.

## Ausbildung und beruflicher Werdegang
Ihre schulische Bildung erhielt Mokgoro an der St Boniface High School, die sie 1970 abschloss. Anschließend absolvierte sie ein Teilzeitstudium an der Universität Bophuthatswana, wo ihr 1982 der Abschluss BJuris und 1984 der Bachelor of Law verliehen wurde. Während ihres Studiums arbeitete sie als Krankenpflegerin und Verkäuferin und erhielt schließlich eine Anstellung im Justizministerium von Bophuthatswana.
Nach dem Abschluss ihres Bachelor-Studiums wurde sie als Staatsanwältin am Amtsgericht von Mmabatho angestellt. Ab 1984 arbeitete Mokgoro als Dozentin an ihrer Alma Mater, wo sie bis zur Privatdozentin aufstieg. 1992 wechselte sie an die Universität des Westkaps und im Jahr darauf zum Human Science Research Council, wo sie sich im Bereich Menschenrechte spezialisierte. Zugleich hielt sie in diesem Bereich Vorlesungen an der Universität Pretoria. Im Oktober 1994 wurde Mokgoro von Nelson Mandela zur Richterin am neu gegründeten Verfassungsgericht berufen. Diese Stelle hatte sie bis 2009 inne. Zu diesem Zeitpunkt lief die in der Verfassung Südafrikas vorgesehene Höchstdauer der Amtszeit eines Verfassungsrichters von 15 Jahren ab und Mokgoro trat in den Ruhestand.

## Privatleben
Mokgoro war verheiratet und Mutter von vier Kindern.
Im Mai 2024 verstarb sie im Alter von 73 Jahren in Johannesburg.

## Mitgliedschaften (Auswahl)
- South African Law Reform Commission
- International Women’s Association
- International Association of Women Judges

## Auszeichnungen (Auswahl)
- Honorarprofessur der folgenden Universitäten: University of the North, Universität des Westkaps, Universität Kapstadt, Universität Pretoria und Universität von Südafrika
- Ehrendoktor der Universität von KwaZulu-Natal und der University of Toledo
- Order of the Baobab in Bronze (2015)[2]

## Publikationen (Auswahl)
- Traditional authority and democracy in the interim South African constitution. In: Review of constitutional studies. 3, Nr. 1, 1996, ISSN 1192-8034, S. 60–75.
- The customary law question in the South African constitution. In: Saint Louis University law journal. 41, Nr. 4, 1997, ISSN 0036-3030, S. 1279–1290.
- Ubuntu and the law in South Africa. In: Buffalo human rights law review. 4, 1998, ISSN 1098-3643, S. 15–23.
- The protection of cultural identity in the Constitution and the creation of National Unity in South Africa – a contradiction in terms?. In: SMU law review. 52, Nr. 4, 1998, ISSN 0038-4836, S. 1549–1562.
- Constitutional claims for gender equality in South Africa – a judicial response. In: Albany Law Review. 67, Nr. 2, 2003, ISSN 0002-4678, S. 465–473.